# 저녁 같이 드실래요? (드라마)
《저녁 같이 드실래요?》는 2020년 5월 25일부터 2020년 7월 14일까지 방송된 MBC 월화 미니시리즈이다.

## 줄거리
이별의 상처와 홀로 문화로 인해 사랑의 감정이 퇴화된 두 남녀가 저녁 식사를 함께하며 썸 타듯 서로의 매력에 빠지게 되는 맛있는 한 끼 로맨스 드라마.

## 등장인물

### 주요 인물
- 송승헌 : 김해경 역 (아역 : 곽희주) - 정신과 전문의, 음식 심리치료사
- 서지혜 : 우도희 역 - 2N BOX PD
- 이지훈 : 정재혁 역 (아역 : 장재하) - 프리랜서 의학전문기자, 대학시절 도희의 첫사랑
- 손나은 : 진노을 역 - 피트니스 강사, 해경의 첫사랑

### 해경의 주변 인물
- 이현진 : 강건우 역 - 스타일리스트, 해경의 대학후배
- 김서경 : 이병진 역 - 해경의 비서 겸 간호사
- 전국향 : 이문정 역 - 해경의 어머니, 소설가, 위암 투병중

### 2N BOX
- 예지원 : 남아영 역 - 대표
- 고규필 : 박진규 역 - 기획팀장, PD
- 오혜원 : 임소라 역 - 소속 ASMR 크리에이터
- 안태환 : 김정환 역 - 조연출

### 도희의 가족
- 정은표 : 우인호 역 - 도희의 아버지
- 윤복인 : 전성자 역 - 도희의 어머니

### 주변 인물
- 박호산 : 키에누 역 - 도희의 동네 단골 편의점 앞에 매일 출몰하는 노숙자

### 그 외 인물
- 김영철 : 쪼다맨 역 - 크리에이터
- 이왕수 : 알바생 역

### 특별출연
- 김정현 : 이영동 역 - 도희의 옛 연인
- 정상훈 : 응급실 의사 역
- 김현숙 : 근희 역 - 해경에게 음식심리상담을 의뢰하는 상담자
- 이시언 : 제주도 푸드 트럭 신입 사장 역
- 산다라 박 : 해경을 찾아 온 환자 역
- 태진아 : 태진아 역
- 김원해
- 김재원 : 김재원 역
- 서은수 : 이은서 역 - 영동의 현재 연인이자 스튜어디스
- 류지광
- 김희정 : 먹방 BJ 역

## 촬영지
- 지중해마을
- 라페스타
- 메디테리움
- 더로맨틱 - 내 생애 가장 아름다운 날들
- 김녕해수욕장

## 시청률
최저 시청률과 최고 시청률은 시청률 조사회사와 지역별로 시청률에 차이가 있을 수 있습니다.
| 2020년      | 2020년      | 2020년         | 2020년         | 2020년       | 2020년 |
| 회차        | 방송일      | TNmS 시청률    | AGB 시청률     | AGB 시청률   |        |
| 회차        | 방송일      | 대한민국(전국) | 대한민국(전국) | 서울(수도권) |        |
| ----------- | ----------- | -------------- | -------------- | ------------ | ------ |
| 제1회       | 5월 25일    | -              | 4.8%           | -            |        |
| 제2회       | 5월 25일    | 5.9%           | 6.1%           | 6.5%         |        |
| 제3회       | 5월 26일    | 5.5%           | 5.9%           | 6.4%         |        |
| 제4회       | 5월 26일    | -              | 5.7%           | 6.8%         |        |
| 제5회       | 6월 1일     | -              | 4.1%           | 5.2%         |        |
| 제6회       | 6월 1일     | -              | 4.8%           | -            |        |
| 제7회       | 6월 2일     | -              | 4.4%           | 5.1%         |        |
| 제8회       | 6월 2일     | -              | 4.9%           | -            |        |
| 제9회       | 6월 8일     | -              | 3.5%           | -            |        |
| 제10회      | 6월 8일     | -              | 4.4%           | -            |        |
| 제11회      | 6월 9일     | -              | 3.4%           | -            |        |
| 제12회      | 6월 9일     | -              | 3.9%           | 4.3%         |        |
| 제13회      | 6월 15일    | -              | 3.0%           | -            |        |
| 제14회      | 6월 15일    | -              | 3.7%           | -            |        |
| 제15회      | 6월 16일    | -              | 3.0%           | -            |        |
| 제16회      | 6월 16일    | -              | 4.2%           | 4.6%         |        |
| 제17회      | 6월 22일    | -              | 3.5%           | -            |        |
| 제18회      | 6월 22일    | -              | 4.9%           | 5.2%         |        |
| 제19회      | 6월 23일    | -              | 3.4%           | -            |        |
| 제20회      | 6월 23일    | -              | 4.8%           | 5.1%         |        |
| 제21회      | 6월 29일    | -              | 3.3%           | -            |        |
| 제22회      | 6월 29일    | -              | 4.8%           | 5.0%         |        |
| 제23회      | 6월 30일    | -              | 3.0%           | -            |        |
| 제24회      | 6월 30일    | -              | 4.4%           | -            |        |
| 제25회      | 7월 6일     | %              | 2.3%           | %            |        |
| 제26회      | 7월 6일     | %              | 3.1%           | %            |        |
| 제27회      | 7월 7일     | %              | 2.8%           | %            |        |
| 제28회      | 7월 7일     | %              | 4.0%           | %            |        |
| 제29회      | 7월 13일    | %              | 2.9%           | %            |        |
| 제30회      | 7월 13일    | %              | 3.7%           | %            |        |
| 제31회      | 7월 14일    | %              | 2.9%           | %            |        |
| 제32회      | 7월 14일    | %              | 4.3%           | %            |        |
| 평균 시청률 | 평균 시청률 | %              | 4.0%           | %            |        |

## 동시간대 드라마
- KBS 2TV 월화 드라마

《본 어게인》 (2020년 4월 20일 ~ 2020년 6월 9일)
- 《그놈이 그놈이다》 (2020년 7월 6일 ~ 2020년 8월 25일)
- SBS 월화 드라마

《굿캐스팅》 (2020년 4월 27일 ~ 2020년 6월 16일)
- tvN 월화 드라마

《(아는 건 별로 없지만) 가족입니다》 (2020년 6월 1일 ~ 2020년 7월 21일)
- JTBC 월화 드라마

《야식남녀》 (2020년 5월 25일 ~ 2020년 6월 30일)
《모범형사》 (2020년 7월 6일 ~ 2020년 8월 25일)

## 같이 보기
- 저녁 같이 드실래요? - 원작 웹툰
- 웹툰을 원작으로 한 텔레비전 드라마 목록